# Pedro María Zabalza
 (septembre 2014).
Si vous disposez d'ouvrages ou d'articles de référence ou si vous connaissez des sites web de qualité traitant du thème abordé ici, merci de compléter l'article en donnant les références utiles à sa vérifiabilité et en les liant à la section « Notes et références ».
Pour les articles homonymes, voir Zabalza (homonymie).
Pedro María Zabalza, plus connu comme Pedro Mari Zabalza, né le 13 avril 1944 à Pampelune (Navarre, Espagne), est un footballeur international espagnol reconverti en entraîneur.

## Biographie

### Joueur
Pedro Mari Zabalza commence sa carrière de joueur en 1963 dans le club d'Oberena appartenant à sa ville natale, Pampelune. En 1964, il passe dans les rangs d'Osasuna où il réussit trois bonnes saisons. 
En 1967, Zabalza est recruté par le FC Barcelone qui paie un transfert de 4 millions de pesetas. Après six saisons avec Barcelone, Zabalza signe avec l'Athletic Bilbao en 1973.
En 1976, il retourne à l'Osasuna où il met un terme à sa carrière en 1977.

### Équipe nationale
Alors qu'il est joueur du FC Barcelone, Zabalza joue sept matchs avec l'équipe d'Espagne.
Il joue son premier match le 17 octobre 1968 en amical face à l'équipe de France à Lyon. Il joue son dernier match contre la Finlande le 25 juin 1969, match comptant pour les qualifications à la coupe du monde 1970.

### Entraîneur
Pedro Mari Zabalza entraîne Osasuna de 1986 à 1994. Le club termine à la 4e place du championnat lors de la saison 1990-1991, ce qui est la meilleure performance du club.
En 1994, il entraîne brièvement le Rayo Vallecano.
Il revient entraîner Osasuna lors de la saison 1996-1997.

## Palmarès
Avec le FC Barcelone :
- Vainqueur de la Coupe d'Espagne en 1971
- Vainqueur de la Coupe des villes de foires en 1971